# Островская площадка
Островская площадка — исторический микрорайон Правобережья Новокузнецка.

## История
Современный Новокузнецк в 17-19 веках состоял из десятка населеных пунктов. Одним из них было село Христорождественское. Его история тесно связана с историей Кузнецка.
В 1648 году основан Христорождественский мужской монастырь (Рождественская пустынь) на месте будущего села. 
В течение XVII века монастырь выполнял важную функцию особого укрепленого пункта на подходе к Кузнецку. В 1700 году монастырь выдержал серьёзную осаду ойратов и енисейских кыргызов.
К 1720-м годам село Христорождественское уже существовало. К концу 1790-х годов в нём уже имелась церковь. Во второй половине 1830-х она была разобрана и в 1840 построена новая, также деревянная. В 1868 она сгорела и на её месте построена часовня.
В 1878 году заложен на новом месте новый сельский храм.
С 1918 года село Островское (по названию острова на середине реки) 
В 1924 году Островский сельсовет вошёл в состав Кузнецкого района Сибкрая 
В 1926 году население села Островское (Монастырь, Христо-Рождественское) составило 446 человек
Но с началом строительства КМК всё село было в кратчайшие сроки выселено с возможностью взять только то, что можно унести на руках. Дома были отданы кузнецкстроевцам. Большая часть жителей уехала тогда в Есауловку. Ещё позже оно стало Островской площадкой.
В 1931 году был построен понтонный мост соединивший Островскую площадку с левым берегом.
На территории находились деревообрабатывающие предприятия .
В 1960-х здесь прошла железная дорога для ЗСМК. Выемка разрушила старое кладбище, и на рынках ещё долго продавали косы с покойников, а мальчишки игрались черепами.

## Природа
Островская площадка находится на террасах и склонах поймы реки Томи. Склон прорезает река Дьячковка, впадающая в Томь. Река Чесноковка отделяет Маяковую гору от Становой гривы.
Площадка делится на две: Нижнюю островскую (1 терраса) и верхнюю островскую (2 терраса).
Почтовый индекс-654055

## Транспорт
Через площадку проходит железнодорожный перегон Водный — Островская. На нём имеется остановочный пункт «Достоевский», станция «Садовая», проходит несколько пар электричек на Ерунаково (летом), Карлык, Томусинскую (летом), Новокузнецк.
По Верхней островской площадки проходят маршруты автобусов и троллейбусов. Остановки: Верхняя островская, Садовая (Оптовый рынок). Через них из центрального района проходят автобусы № 7, 71. На Верхней Островской есть троллейбусное кольцо, там же конечная автобусов 10, 89.
Часть площадки на гриве (холме) отделена от транспортного сообщения автобусным маршрутом № 10 — он проходит лишь 2 остановки (ЦВТИ, Магазин № 14) и спускает людей на Верхнюю островскую.

## Статистика
На 24 участке расположено:- 1234 жилых строения;- 3 объекта с массовым пребыванием людей.- 1 образовательные учреждения — МБОУ « Основная общеобразовательная школа № 89» — 6 объектов торговли. На территории обслуживаемого административного участка постоянно проживают 2893 человек. Спецификой участка является наличие, общеобразовательных, частный жилой сектор, оптово-розничный рынок «Садовая»
На 25 участке расположено:2500 жилых строения,9 объектов торговли,4 лечебно-оздоровительных учрежденияюНа территории обслуживаемого административного участка постоянно проживают 7000 человек. Спецификой участка является наличие общеобразовательных, профессиональных образовательных организаций.

## Организации
Предприятия транспорта, деревопереработки, фирмы Феод, Промрадиатор, собачник ГУВД, компания HONOR.